# Рагзде
Рагзде (Рагсде) — река в России, протекает по территории Озёрского городского округа Калининградской области. Устье реки находится в 19 км по правому берегу реки Скортоп (приток/верховья Прудовой). Длина реки — 11 км, площадь водосборного бассейна — 38,6 км².

## Данные водного реестра
По данным государственного водного реестра России относится к Балтийскому бассейновому округу, водохозяйственный участок реки — Преголя. Относится к речному бассейну реки Неман и рекам бассейна Балтийского моря (российская часть в Калининградской области).
Код объекта в государственном водном реестре — 01010000212104300010237.